# Парадиз, Александр Лазаревич
Алекса́ндр Ла́заревич Пара́диз — российский политический деятель, депутат Государственной Думы ФС РФ второго созыва (1995—1999).

## Биография
Родился в 1949 года в Забайкалье в семье участника Великой Отечественной войны и войны с Японией, офицера Советской Армии и филолога.
(Отец- выпускник Тульского военного оружейно-технического училища, участник войны с фашистской Германией и Японией с июля 1941 года по 2 сентября 1945 года, за непосредственное участие в боевых действиях и проявленные при этом мужество и отвагу награждён несколькими орденами. Дважды тяжело ранен. После войны командовал воинскими частями в Забайкальском и Киевском военных округах. Мать- филолог, преподаватель русского языка и литературы в системе высшего и среднего образования, в 24 года возглавила Татищевский районный отдел народного образования Саратовской области, впоследствии работала в системе школьного образования страны, награждена несколькими государственными наградами, в том числе орденом Трудового Красного Знамени).
Окончив с медалью среднюю школу, поступил в Саратовский ордена Трудового Красного Знамени государственный университет имени Н.Г. Чернышевского на отделение радиофизики и электроники физического факультета, по окончании которого более 20 лет проработал на предприятиях военно-промышленного комплекса и народного хозяйства страны в городах Полярном, Североморске, Мурманске, Севастополе, Саратове. В 1990 году был назначен директором Саратовского завода РТИ Министерства химической и нефтеперерабатывающей промышленности СССР, а затем, в 1992 году- генеральным директором Саратовского производственного объединения РТИ Комитета химической промышленности Российской Федерации. За заслуги в развитии отрасли был удостоен звания "Почётный химик Российской Федерации".
В 1994 году утверждён руководителем  Комитета по анализу и информатике Саратовской области, а затем назначен заместителем Главы администрации (вице-губернатором) Саратовской области.
Неоднократно избирался депутатом Саратовского городского Совета народных депутатов и Кировского районного Советов народных депутатов города Саратова, членом ревизионной комиссии и членом Кировского районного комитета КПСС города Саратова.
В мае1995 году выступил одним из инициаторов создания Саратовского областного отделения Всероссийской общественно-политической организации «Наш дом-Россия» и возглавил Саратовский областной Исполком движения в качестве его председателя.

### Депутат государственной думы
В декабре 1995 года избран Депутатом Государственной Думы Федерального Собрания Российской Федерации II созыва, где возглавил Подкомитет по международному научному, экономическому, гуманитарному и социальному сотрудничеству Комитета по международным делам, одновременно входил в состав российской делегации в Парламентской Ассамблее Совета Европы (ПАСЕ), являлся сопредседателем(с российской стороны) российско-британской и российско-ирландской депутатских групп сотрудничества, членом комиссии «Дума России-Конгресс США».
За активную работу в сфере международной деятельности и подготовку к ратификации важнейших международных соглашений в период депутатской деятельности был награждён орденом Почёта и Почётной Грамотой Государственной Думы Российской Федерации. Удостоен благодарности Председателя Правительства Российской Федерации.
С 2000 года работает директором Департамента ( с одновременным исполнением обязанностей первого заместителя руководителя аппарата компании) по связям с государственными органами власти и СМИ в российско-белорусской межгосударственной нефтегазовой компании «Славнефть». В связи с продажей контрольного пакета акций этой межгосударственной компании частному капиталу, перешёл в 2002 году на работу в Международное Управление Счётной палаты Российской Федерации. В этот же период включён в состав постоянной Межправительственной российско-ирландской комиссии.
В 2003 году назначен Заместителем Председателя Правительства Кировской области. Одновременно был официальным представителем области в центральных органах государственной власти. В 2007 году после проверки  работы администрации Кировской области Коллегией Счётной палаты Российской Федерации, приглашён  на работу в этот  высший федеральный орган финансового контроля .
В 2007 году назначен руководителем Секретариата Заместителя Председателя Счётной палаты Российской Федерации, одновременно утверждён секретарём Ревизионной комиссии Организационного комитете ХХII Олимпийских зимних игр и ХI Паралимпийских зимних игр 2014 года в Сочи. Принимал активное участие в  подготовке и проведении Олимпийских Игр 2014 года в Сочи. По заданию Олимпийского Комитета России участвовал в обобщении практического опыта Олимпийских Комитетов Китайской Народной Республики и Соединённого Королевства Великобритании и Северной Ирландии по подготовке и проведению Олимпийских Игр 2008 года в Пекине и 2012 года в Лондоне, за что был награждён медалью "За укрепление финансового контроля в России".
По совместительству с основной службой с 1990 года по настоящее время, ведёт преподавательскую деятельность в качестве профессора  высшей школы..
Окончил также  промышленный факультет Саратовского экономического института (1979 год), Высшую партийную школу при ЦК КПСС (1985 год), Дипломатическую академию Министерства иностранных дел России (1998 год). Прошёл научную стажировку в Колледже политических исследований Оксфордского университета и в Школе Джорджа Ф. Кеннеди Гарвардского университета. Кандидат политических наук (1994 год), доцент (1996), доктор философских наук, профессор (2010 год). Автор ряда монографий и печатных работ по вопросам государственного и муниципального строительства, международных отношений, внешней политики, экономики. Несколько лет являлся главным редактором журнала «Экономическое обозрение для федеральных органов государственной власти», а также журнала «Экономическое обозрение Союзного государства Беларуси и России». С 1998 года по 2003 год возглавлял на общественных началах Институт исследования политической информации (ИИПИ), созданный при информационно-аналитическом объединении "Мобиле". Избран действительным членом Академии социальных наук Российской Федерации, а также Академии проблем дипломатических наук и международных отношений.
Награждён  государственными наградами СССР,  Российской Федерации, Республики Беларусь, Китайской Народной Республики. Награждён орденом Почёта (1999). Удостоен благодарности Президента Российской Федерации.
Указом Президента Российской Федерации от 13.12.2007 года № 1673 присвоено высшее звание в системе государственной гражданской службы страны - Действительного Государственного Советника Российской Федерации 3-го класса, а Указом Президента Российской Федерации от 17.07.2009. № 822 — звание Действительного Государственного Советника Российской Федерации 2-го класса. Награждён многими ведомственными знаками отличия и почётными званиями.
Член Союза писателей России. 
Член Российского исторического общества.
Член Российского Военно-исторического общества.
Литературные награды: Лауреат национальной премии "Золотое перо Руси", медаль Союза писателей-историков Центральной Азии, медаль Армянской Апостольской Церкви, медаль Грибоедова.